# Werner Egk
Werner Egk, nascut com a Werner Mayer (Auchsesheim, prop de Donauwörth, Baviera, 17 de maig de 1901 – Inning, 10 de juliol de 1983), fou un compositor i director d'orquestra alemany.
Egk es dedicà principalment al gènere operístic i al ballet. Fou un representant del neoclassicisme alemany i de la música moderna pel teatre. Va ser un dels compositors, junt amb Carl Orff, que seguí treballant a Alemanya durant els anys del nazisme, el que li ocasionà forces problemes acabada la II Guerra Mundial. També fou un gran defensor de les associacions professionals en defensa dels drets dels compositors, arribant a ser president de la GEMA i del CISAC.

## Jovinesa
El poble bavarès on va néixer era molt petit a uns 4 km de Donauwörth. Era el tercer fill de Joseph Mayer, un mestre d'escola catòlic i gran amant de la música, i de Maria Buck, molt interessada en la poesia. El 1908 la família es traslladà a Augsburg, capital de Suabia i ciutat universitària, a uns 40 km del poble natal, on el jove Werner assistí des de 1911 al Gymnasium de Sant Stephan dels benedictins. Aprengué grec i llatí, i també llegí a Shakespeare, Goethe, Nietzsche i Dostoievski. El 1912, als 11 anys, començà l'educació musical. Va iniciar-se en el piano amb la filla d'un director de cor i seguir estudis de forma privada fins al curs 1919-20, en què es matriculà en el Städtisches Konservatorium für Musik (en català: Conservatori de Música de la Ciutat).
En el col·legi conegué els nous moviments artístics alemanys, com Die Brücke, de Dresden, o Der Blaue Reiter de Múnic, es familiaritzà amb les pintures de Franz Marc i Vassili Kandinski. Assistí amb freqüència a concerts i òperes, sent les primeres que escoltà Der Freischütz i Tristany i Isolda. El 1920, després de reeixir l'examen final de batxillerat a Sant Stephan, degué decidir el seu futur: el seu pare volia que ingressés en el servei de correus, però ell, dotat per igual per la música que per la pintura, optà per la primera.
Deixà la casa dels pares i es traslladà a Erbach prop d'Odenwald, on seguí amb els estudis de piano amb Helberger i cant amb Nieratzki i també començà a estudiar de forma sistemàtica història de la música. Aquí començà a compondre petites cançons per les que usà poemes d'Hugo von Hofmannsthal, Rainer Maria Rilke i Franz Werfel. A finals d'any assolí una feina com a tutor dels fills del cantant de cambra Heinrich Knote a Pöcking – petit poble als afores de Múnic, situat a la vora del llac Starnberg – i seguí perfeccionant la seva formació amb cursets de musicologia i teoria musical amb Friedrich Klose.

## 1921-1933: primeres composicions
El 1921 Egk es traslladà a Múnic i seguí els seus estudis de piano amb Anna Hirzel-Langenhan, a treves de la qual conegué en Carl Orff, una de les influències més importants de la seva vida. Amb Orff, només sis anys més gran que ell, estudià teoria, composició i direcció orquestral i serà no sols un mestre sinó també des d'aquests dies el seu conseller i un dels millors amics, malgrat que amb els anys l'amistat sofrirà els efectes de la gelosia mútua. Aquest mateix any 1921 treballà al Teatre Schaubühne a la sala Steinicke a Schwabing, com a director de música incidental, però també com encarregat i pintor d'escena. En morir la seva mare tornà durant un curt període a Augsburg, però retornà a Múnic el 1922 per estudiar filosofia a la seva universitat, i ensems assistia a classes de musicologia amb Adolf Sandberger.
Aquest mateix any conegué a la violinista Elisabeth Karl, amb la començà a donar classes de violí i al moment, després de poques classes, es casaren l'any següent, el 29 de març, decidint llavors canviar el nom artístic pel de Werner Egk (acrònim d'Elisabeth, nascuda Karl). El 27 de maig de l'any següent nasqué el seu únic fill Titus.
A la primavera de 1925 patí una greu malaltia i aquest estiu passà la convalescència a Itàlia, primer a Portofino, i després des del setembre a Rapallo, i des de primers de 1926 a Cavi di Lavagna, l'estança a Itàlia influí molt en el jove músic, que sentirà vertadera passió per a l'òpera, el paisatge i l'art italià. A finals de setembre retornà a Múnic i començà a treballar com a director musical de l'orquestra del cinema "Phöbus-Palast", amb la que acompanyava la projecció de films muts.
D'aquesta època de són llurs primeres obres, un Quartet de corda (1923), Musik für Streichinstrumente (1924) i Kleine Symphonie (1926).
Uns anys més tard, en cerca d'un encàrrec, es traslladà a Berlín, mentre la família romania a Múnic. Escriví música per la radio, per la "Funkstunde", per encàrrec del seu director Hans Flesch, i també per la "Deutsche Stunde in Bayern", que després es convertí en la Bayrische Rundfunk (en català: Ràdio Bavaresa). El juliol treballà amb el teatre de marionetes Marionettentheater Münchner Künstler i compongué per a ells l'obra, Wasifund Akif (1928). La seva estada a Berlín li serví per entrar en contacte amb l'obra d'Arnold Schönberg i Hans Eisler, i assistí a representacions de Wozzeck d'Alban Berg i Die Dreigroschenoper de Kurt Weill, al que conegué personalment, i a treves seu, els dramaturgs Erich Muhsam, Jürgen Fehling, Bertolt Brecht i Erwin Piscator. Això despertà el seu interès pel gènere dramàtic, que desenvoluparia al llarg de la seva vida amb la composició prioritaria de ballets i òperes. Egk inclòs escriví ell mateix la majoria dels llibrets, malgrat que més endavant usaria llibrets basats en obres de Heinrich von Kleist "Die Verlobung in San Domingo", (1936) o Nikolai Gógol "Der Revisor" (1957). Retornà a Múnic l'agost d'aquest mateix any 1928.
De 1930 a 1933, Egk treballà per la Ràdio Bavaresa, primer com a compositor de música incidental per a obres documentals com "91 Tage und vier Minuten" (1930). Resident a Locham, (Múnic), des del 1931, s'uní a un grup de músics encapçalats per Carl Orff, com Fritz Büchteger i Karl Marx i fundaren l'Associació de música contemporània. Mercès a això conegué Hermann Scherchen i els germans Strecker, propietaris de l'editorial de música B. Schott's Söhne de Magúncia. Aquest any Egk completà l'oratori Furchtlosigkeit und Wohlwollen, (revisat el 1959), que fou representat i comptà amb la producció de Hermann Scherchen amb no gaire bona crítica.
El 1932, la Ràdio Bavaresa li proposà realitzar i compondre per a ells una òpera. Va ser la primera de diverses obres teatrals radiofòniques. Elegí com a tema Cristòfor Colom, discutí el plantejament en detall amb Scherchen, què en aquesta època freqüentment estava a Múnic i treballava amb Egk i Orff. L'obra titulada "Columbus Bericht und Bildnis", combina el nou estil de documental històric, oratori i òpera, i l'estrena radiofònica va tenir lloc el 13 de juliol de 1933. L'obra després fou adaptada per una versió escènica que s'estrenà a Frankfurt del Main, a l'Städtische Bühne, el 13 de gener de 1942. Més tard fou revisada (1951) per a una reposició a Berlín, en l'Städtische Oper, i fou estrenada el 17 de maig. El desembre de 1932 signà un contracte amb l'Editorial Schott per l'obra "Quattro canzoni" sent l'inici d'una col·laboració que mantení de per vida.

## 1933-1945: el període nazi
En aquest moment ja es reconeix les principals influències musicals de la seva obra: la principal, la de Igor Stravinski, però també las de Carl Orff i Hermann Scherchen. Amb l'ascens del nazisme al poder el 1933, Scherchen se'n va a Winterthur i malgrat que Egk el visità en alguna ocasió, el contacte entre ambdós s'anà perdent.
En la Ràdio Bavaresa també començà la seva carrera com a director d'orquestra, quan el 1935 fou nomenat director resident, un lloc que ocupà també entre 1936 i 1940 com a Kapellmeister de la Staatsoper Unter den Linden de Berlín. Després el seu prestigi mermà com alguns compositors de l'època. Entre 1941 i 1945 fou director de la secció especifica dels compositors de la Societat nacional de gestació dels drets musicals (STAGMA), i de la Cambra de Música del Reich (Reichsmusikkammer). El 1944, a la fi de la guerra va ser llistat a la Gottbegnadeten-Liste, una llista d'un miler d'artistes considerats com a irremplaçables que eren exempts de serveis al front per a protegir l'heritatge cultural alemany.
El 1934, en acabar el seu contracte com a compositor lliure amb la Ràdio Bavaresa, abordà la següent obra, aquesta vegada una òpera per l'escena, "Die Zaubergeige", que fou estrenada el 22 de maig de 1935 a Frankfurt del Main amb gran èxit. Es convertí en una de les òperes més populars d'Alemanya en els anys següents i marcà el principi de la seva carrera internacional com a compositor d'òpera.
Influenciat per les cançons tradicionals bavareses, compongué una música de naturalesa diatònica que compaginava bé amb les directrius estètiques prescrites per Joseph Goebbels per la Reichmusikkammer. Dintre d'aquests límits, Egk va ser capaç de realitzar molt bones caracteritzacions dels personatges, mitjançant l'ús de ritmes de danses i subratllats cromàtics. No agradà a tothom, ja que Paul Hindemith el qualificà de repulsiu en el seu major grau. Les més tontes melodies de danses populars i harmonies amb unes poques dissonàncies.
L'organització dels Jocs Olímpics encarregà a Orff i Egk de la composició de la música per als jocs d'estiu de 1936. A més Egk va rebre una medalla d'or olímpica en la categoria de música orquestral. També va rebre alguns premis més del règim nazi, com un dels tres premis de música del Music Festival Days, rebut de les pròpies mans de Goebbels el 19 de maig de 1939. A principis de 1936 Egk va conèixer Heinz Tietjen, llavors director de l'Òpera de l'Estat de Prússia de Berlín, i el 9 de març en fou nomenat director musical, un lloc que desenvolupà fins a finals de 1940. Començà a treballar en una nova producció del Don Carlos de Verdi. Conegué en Heinrich Strobel, amb el que mantindria una gran amistat fins a la mort de Strobel el 1970, amistat que li serà de molta ajuda després de la guerra.
El 1937, a mitjans de juny, formà part de la delegació alemanya en el congrés de París de la CISAC, estança que aprofità per conèixer Arthur Honegger. Una ordre ministerial del 17 de desembre d'aquest any reconeix per fi legalment el cognom Egk per a tota la família.
La seva següent òpera Peer Gynt (1936-37) es basà en l'obra teatral d'Henrik Ibsen i fou estrenada el 24 de novembre a l'Òpera de l'Estat de Prússia. Després de l'estrena, Egk fou objecte d'atacs polítics en la premsa del partit i gràcies al fet que el mateix Adolf Hitler assistí a una representació, i sembla que aprovà l'obra, se li va permetre continuar. El 1939 es programà una altra nova representació de Peer Gynt en els Dies del Festival del Reich a Düsseldorf, per intercessió de Tietjen, però després l'obra no tornà a ser posada en escena.
També compongué alguns ballets, com Joan de Zarissa estrenada en la Berlín Staatsoper el 20 de gener de 1940 i després programat en la Gran Òpera de París el 1942, en una estrena que dirigí personalment i que fou enregistrat per la ràdio francesa, que l'entrevistà per l'ocasió. L'obra es representà en el París ocupat entre 1942 i 1944 unes trenta vegades. També es representà en una versió francesa de Peer Gynt, amb traducció de André Coeuray, el 4 d'octubre de 1943. Algunes crítiques signades per Henri Sauguet o Emile Vuillermoz foren bones, però convé no oblidar que es produïen en un París ocupat.
Durant el seu sojorn a París, conegué a Jean Cocteau i planejà fer una òpera una vegada acabada la guerra amb Jean Giraudoux. A finals d'any, el seu fill Titus fou mobilitzat i enviat al front el 22 de desembre, poc abans de Nadal, una circumstància que l'afectà molt. El seu fill desaparegué a la guerra i les últimes notícies rebudes d'ell foren el gener de 1945, després va ser dat com a desaparegut al front de l'Est.
El 1941 va ser designat President del departament de compositors del Reichmusikkammer, lloc que desenvolupà fins a la finalització de la guerra el 1945.

## Després de la Segona Guerra Mundial
Egk continuà la defensa valuosa dels drets dels compositors, treballant en llocs importants en el GEMA i en societats internacionals de gestió de drets: des de 1950, President dels compositors en el GEMA; des de 1954, President de l'Associació alemanya de compositors; i és de 1968, President del Consell alemany de la música.
Acabada la guerra, i malgrat que mai va pertànyer al partit nazi, fou sotmès al procés de desnazificació, que durà fins que el tribunal l'exonerà el 1947, en reconèixer que els treballs que havia desenvolupat foren la seva única forma de viure i continuar component. El seu paper durant els anys de nazisme seguí sempre present i desembocà a finals dels anys 1960 a una crítica vers la seva persona.
Acabada la guerra Egk s'esforça a assolir la unió dels compositors alemanys per restablir la societat alemanya de gestió de drets. El 1946 tornà a trobar en Heinrich Strobel, al front de la Südwestfunk a Baden-Baden, que l'encarregà la següent obra, el ballet Abraxas. Va ser estrenada en versió de concert per la Südwestfunk Baden-Baden el 7 de desembre de 1947. L'estrena escènic d'Abraxas al teatre Prinzregententheater de Múnic el 1948, va atraure una atenció especial, quan després de cinc representacions, el 6 de juny, fou prohibit pel ministre bavarès d'afers culturals, Alois Hundhammer.
El 1947 es retrobà amb Heinz Tietjen a Berlín i coneix en Boris Blacer i en Hans Heinz Stuckenschmidt. Fou un període molt fructífer per Egk, que suposà el renàixer i alçament de la seva carrera, ja que en cinc anys compongué a més dos nous ballets – Ein Sommertag (1950) i Die chinesische Nachtigall (1953) - i diverses obres orquestrals, com Primera Sonata per a orquestra (1948), la Französische Suite (Suite francesa, estrenada per Eugen Jochum el 1950) i Allegria (1952).
De 1950 a 1953 fou director i professor de composició del departament d'ensenyança superior de música del Berlín Oest, lloc que simultanejà amb la seva labor com docent de composició. El 1954, es convertí en el President de l'Associació alemanya de compositors, cofundada per ell i president del Consell de vigilància del GEMA. De 1969 a 1971 va ser president del Consell de Música Alemanya. El 1976, a París, va ser elegit primer president alemany de la CISAC, per un mandat de dos anys.
El 1951 signà un contracte de tres anys amb la Bayerische Staatsoper i el 17 d'octubre d'aquest any fou nomenat membre de la Bayerische Akademie der Schönen Küsnste. Els dies 20 i 21 conegué personalment a Stravinski, una de les influències estilístiques claus de la seva vida. També va estar amb ell i en Luigi Nono el setembre de 1957.
L'octubre de 1954 el Staatsintendant Rudolf Hartmann l'encarrega d'assajar i dirigir totes les representacions d'òperes i ballets en l'Òpera de l'Estat de Baviera, un contracte anual que fou renovat divuit vegades fins a l'1 d'agost de 1972.
El maig de 1955 adquirí una parcel·la a Inning (Ammersee) i l'any següent, 1956, a l'octubre, començaren les obres de la que seria la seva nova llar, que finalitzaren el desembre de 1958. Aquest any dirigí com a director convidat a Berlín Est, Viena, Stuttgart, Augsburg i París.
Aquests anys i els següents veieren el naixement de noves òperes: el 6 de maig de 1953 estrenà Die chinesische Nachtigall al Deutsches Museum de Múnic; el 17 d'agost de 1955, Irische Legende en el Festival de Salzburg; el nou de maig de 1957 Der Revisor en el Schwetzigen Festival; el 2 de novembre de 1963, Die Verlobung in San Domingo en el National Theatre de Múnic; el 2 de juny, 17 Tag und 4 Minuten en el Württemberisches Staatstheter de Stuttgart; el 28 de novembre de 1963, Casanova in London en el Munic Nationaltheater.
Aquests anys també realitzà llargs viatges: de gener a març de 1959, viatjà a les Índies Occidentals i va estar a Nova York amb Dimitri Mitropoulos; el setembre atengué una invitació del govern soviètic i viatjà a Leningrad i Moscou; a principis de 1967 realitzà un llarg viatge a Sud-àfrica i el setembre visità Bucarest per invitació del Festival George Enescu. El 1966 fou nomenat membre corresponent de la Deutsche Akademie der Künste de Berlín Est. El 19 d'octubre de 1968 fou elegit President del Consell de Música Alemany.
A partir del 1970, en l'última etapa de la seva vida, Egk compongué fonamentalment obres instrumentals, de les quals les més destacades són la Second Orchestral Sonata (1969), Divertissement for ten wind instruments (1974) i Five Pieces for Wind Quintet (1975). El 1971 dimití com a president del Consell Alemany de Música. A principis d'octubre de 1972, els Egk es traslladaren a viure a Aarau (Suïssa), però retornaren el setembre de 1974 a Inning. El 26 de febrer de 1975 s'estrenà en el seu honor a Augsburg la nova versió d'Irische Legende.
La seva esposa Elisabeth, ja malalta des de l'estiu de 1968, morí el 12 de desembre de 1978 i fou enterrada a Donauwörth. L'any 1981 s'organitzaren diversos homenatges amb ocasió del seu vuitanta aniversari: el 18 de maig al matí un concert de música de cambra a càrrec de l'Orquestra de l'Estat de Baviera en el Cuvilliestheater, i el 22 del mateix mes una cerimònia a Donauwörth i el 24 a Augsburg.

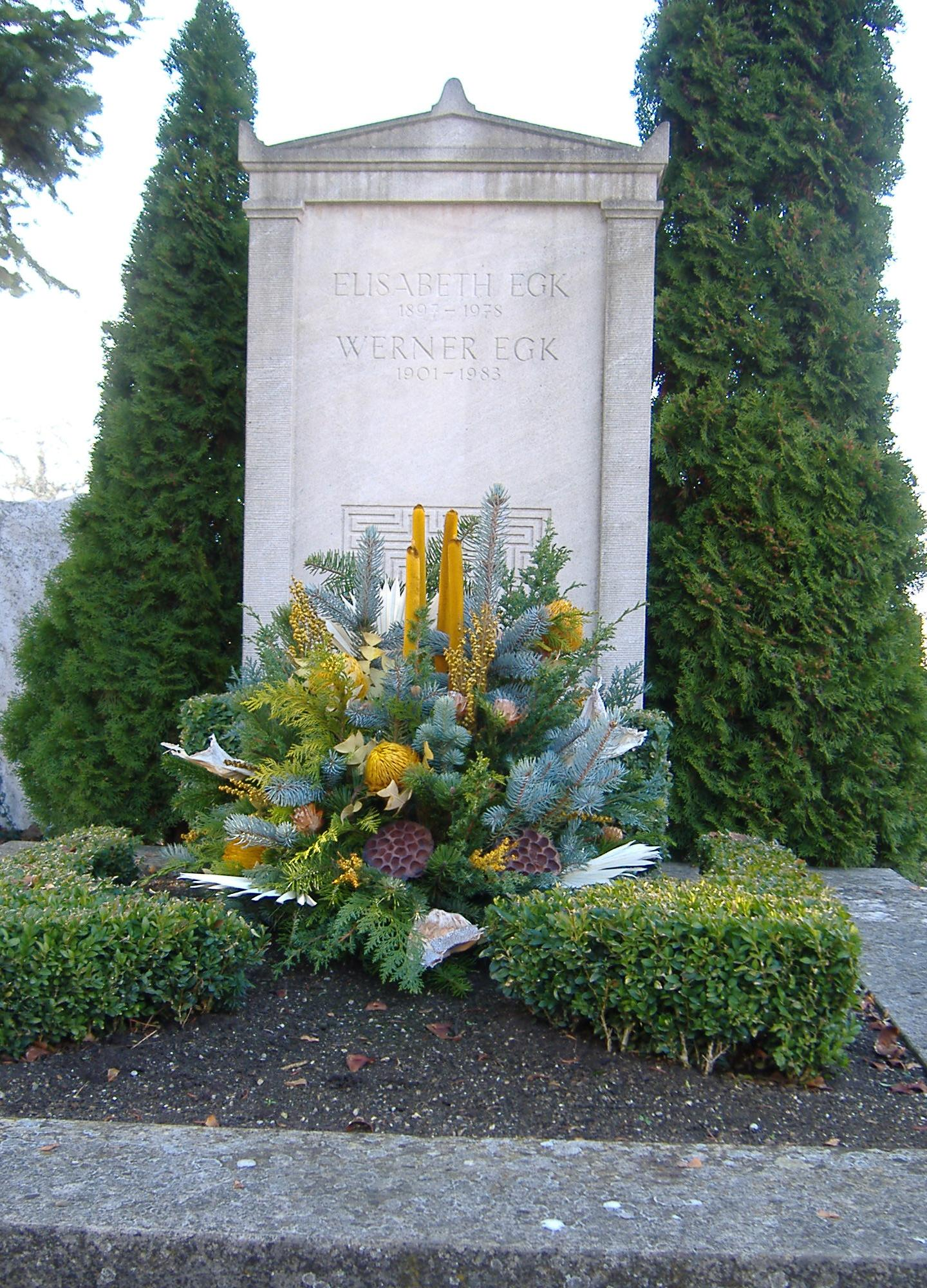
Sepulcre d'Elisabeth i Werner Egk a Donauwört

Werner Egk morí el 10 de juliol de 1983 a Inning, als 82 anys. Per desig exprés, va ser enterrat al cementiri municipal de Donauwörth, junt amb la seva dona.
Egk fou distingit com a ciutadà honorífic de Múnic i de Donauwörth (1972). Werner Egk va mantenir al llarg de la seva vida una estreta relació amb Donauwörth, fins al punt que el 1973 feu una donació per establir el Premi Werner Egk, que s'entrega des de llavors, cada dos anys, i que en la seva primera edició el 1974 correspongué a Eugen Jochum. Doanuwörth decidí construir el 1980 un Centro Werner Egk, que va ser inaugurat el 1982 en presència del compositor. El 1993 el centre fou traslladat a una nova seu al Museuminsel (Illa dels Museus), on roman obert des de llavors al públic.

## Premis i distincions
- 1936: Medalla d'or olímpica en la categoria de música orquestral
- 1939: Medalla d'or, atorgat per Joseph Goebbels
- 1943: Martial Mèrit Order, junt amb els músics Michael Raucheisen, Hans Knappetsbuch i Elly Ney.
- 1944: Inscrit a la Gottbegnadeten-Liste, la llista dels artistes més mereixedors del règim nazi
- 1950: Premi de les Arts de Berlín, concedit el 28 de març de 1949 i rebut el 18 de mar de 1950.
- 1959:  Gran Creu per serveis distingits de la República Federal Alemanya (gener).
- 1961: Medalla d'Or de les Ciències i Arts de la ciutat de Múnic (23 de maig).
- 1961: Premi Ludwig Spohr de la ciutat de Braunschweig (17 de novembre).
- 1962: Orde del Mèrit de Baviera (26 de juny).
- 1966: Medalla d'Or de les Ciències i Arts de la ciutat de Múnic (20 de maig).
- 1970:  Estrella de la Gran Creu per serveis distingits de la república Federal Alemanya (7 de setembre).
- 1972: Concessió Honoraria de les Arts de la ciutat de Múnic (13 de juny).

## Òperes
- Columbus. Radio Opera (1933) Revisada (1942)
- Die Zaubergeige (basada en Count Franz Pocci, llibret de Ludwig Strecker) (1935; Revisada 1954)
- Peer Gynt basada en Henrik Ibsen (1938)
- Circe basada en Pedro Calderón de la Barca (1945, estrenada 1948; refeta com una Opera semibuffa com a 17 Tage und 4 Minuten, 1966)
- Irische Legende basada en W. B. Yeats (1955; Revisada 1975)
- Der Revisor basada en Nikolai Gogol (1957)
- Die Verlobung in San Domingo basada en Heinrich von Kleist (1963)